# Brahmspreis
Der Brahms-Preis ist eine von der Brahms-Gesellschaft Schleswig-Holstein seit 1988 vergebene Auszeichnung, mit der Künstler gewürdigt werden, die sich um die Pflege des künstlerischen Erbes von Johannes Brahms verdient gemacht haben. Der Brahms-Preis ist seit 2002 mit 10.000 Euro dotiert. Bis 1999 betrug das Preisgeld 10.000 DM und 2000/2001 jeweils 20.000 DM.

## Preisträger
- 1988: Leonard Bernstein und die Wiener Philharmoniker
- 1990: Yehudi Menuhin, Violinist und Dirigent
- 1993: Lisa Smirnova, Pianistin
- 1994: Philharmonie der Nationen
- 1995: Hanno Müller-Brachmann, Bassbariton
- 1996: Professoren Renate und Kurt Hofmann, Brahms-Institut Lübeck
- 1997: Detlef Kraus, Pianist
- 1998: Dietrich Fischer-Dieskau, Bariton
- 1999: Stephan Genz, Bariton
- 2000: Christian Tetzlaff, Violinist
- 2001: Sabine Meyer, Klarinettistin
- 2002: Thomanerchor Leipzig
- 2003: Manfred Sihle-Wissel, Bildhauer
- 2004: Lars Vogt, Pianist
- 2005: Dresdner Kreuzchor
- 2006: Musikhochschule Lübeck mit angegliedertem Brahms-Institut
- 2007: Thomas Quasthoff, Bariton
- 2008: Simone Young und die Philharmoniker Hamburg
- 2009: Gerhard Oppitz, Pianist
- 2011: Anne-Sophie Mutter, Violinistin
- 2012: Fauré Quartett, Klavierquartett
- 2013: Matthias Janz, Kirchenmusikdirektor, und der Flensburger Bach-Chor
- 2014: Benjamin Moser, Pianist, und Johannes Moser, Cellist
- 2017: Herbert Blomstedt, schwedischer Dirigent
- 2018: Christiane Karg, deutsche Sopranistin
- 2019: Pieter Wispelwey, Cellist, und Paolo Giacometti, Pianist
- 2022: Midori, Violinistin
- 2023: Friederike Woebcken, Chorleiterin, und der Madrigalchor Kiel
- 2024: Kent Nagano, Dirigent[1][2]
- 2025: Windsbacher Knabenchor[3]